# Carpelimus fuliginosus
Carpelimus fuliginosus är en skalbaggsart som först beskrevs av Johann Ludwig Christian Gravenhorst 1802.  Carpelimus fuliginosus ingår i släktet Carpelimus och familjen kortvingar. Arten är reproducerande i Sverige. Inga underarter finns listade i Catalogue of Life.